# جرارد گارنر
جرارد گارنر (انگلیسی: Gerard Garner؛ زادهٔ ۲ نوامبر ۱۹۹۸) بازیکن فوتبال اهل بریتانیا است.
از باشگاه‌هایی که در آن بازی کرده‌است می‌توان به باشگاه فوتبال یونایتد آف منچستر اشاره کرد.